# Kim Han-song
Kim Han-song (ur. 16 kwietnia 1996) – północnokoreański zapaśnik walczący w stylu wolnym. Zajął dziewiętnaste miejsce na mistrzostwach świata w 2017. Wicemistrz Azji w 2017; trzeci w 2019. Piąty na igrzyskach wojskowych w 2019 roku.